# Cristina Urchueguía
María Cristina Urchueguía (* 1965 in Irún) ist eine spanische Musikwissenschaftlerin. Sie ist Professorin am Institut für Musikwissenschaft der Universität Bern sowie Präsidentin der Schweizerischen Musikforschenden Gesellschaft.

## Leben
Urchueguía wurde in der nordspanischen Stadt Irún geboren, ihr Name stammt aus dem Baskischen. Nach dem Internationalen Abitur 1983 an der Deutschen Schule Valencia erwarb Urchueguía bei Perfecto García Chornet am Conservatorio Superior de Música in Valencia ein Klavierdiplom (1989).
Von 1990 bis 1995 studierte sie Musikwissenschaft, Kunstgeschichte und Romanische Philologie an der Julius-Maximilians-Universität Würzburg. Ihr musikwissenschaftliches Magisterstudium (M.A.) schloss sie 1995 mit einer Arbeit über Die Lieder von Manuel de Falla ab. Danach war sie mit dem Thema „Die Mehrstimmige Messe im Goldenen Jahrhundert. Überlieferung und Repertoirebildung in Quellen spanischer und portugiesischer Provenienz (ca. 1490–1639)“ Doktorandin am Graduiertenkolleg „Textkritik als Grundlage und Methode historischer Wissenschaften“ der Ludwig-Maximilians-Universität München. Im Jahre 1999 wurde sie in Würzburg bei Martin Just zur Dr. phil. promoviert. 2003 erschien die Arbeit in den Würzburger musikhistorischen Beiträgen.
2000/01 war sie Post-Doc-Stipendiatin am Graduiertenkolleg „Textkritik als Grundlage und Methode historischer Wissenschaften“ der Ludwig-Maximilians-Universität München, wo sie mit dem Projekt „Edition und Kommentar von Gonçalo de Vaenas: Arte nouamente inventanda, Lissabon [German Galharde] 1540“ betraut war. Von 2000 bis 2002 war sie zudem Praktikantin bei der Wagner-Gesamtausgabe in München, 2007 war sie Mitherausgeberin des Dokumentenbandes Tannhäuser und der Sängerkrieg auf Wartburg. Von 2001 bis 2004 erhielt sie ein DFG-Forschungsstipendium für das musikwissenschaftliche Projekt „Schreiben und Komponieren in den Werken des „mittleren“ Beethoven. Textgenese und Arbeitsweise in den Symphonien Nr. 5 in c-Moll op. 67 und Nr. 6 in F-Dur op. 68 “. 2003/04 war sie in das musikwissenschaftliche SNF-Projekt „Arcangelo Corelli: Historisch-kritische Ausgabe der musikalischen Werke. Bd. III: Sonate a Violino e Violone o Cimbalo, Opus V.“ eingebunden. Darüber hinaus war sie bis 2005 wissenschaftliche Mitarbeiterin am Johann-Sebastian-Bach-Institut in Göttingen. Im Anschluss wurde sie wissenschaftliche Mitarbeiterin am Musikwissenschaftlichen Institut der Universität Zürich. 2006 erhielt sie eine Gastdozentur an der Universidad Politécnica de Valencia. 2009 habilitierte sie sich an der Philosophischen Fakultät der Universität Zürich zum Thema Allerliebste Ungeheuer: Das deutsche komische Singspiel 1760–1790 und erhielt die Lehrbefugnis für das Fach Musikwissenschaft. Ihr Mentor war Laurenz Lütteken.
Nachdem sie von 2010 bis 2015 zunächst einem Ruf als Assistenzprofessorin an das Institut für Musikwissenschaft der Universität Bern folgte, wurde sie zum 1. Januar 2016 ausserordentliche Professorin für Historische Musikwissenschaft. Ihre Schwerpunkte liegen auf älterer Musikgeschichte und editionsphilologischen Themen (Polyphonie, mehrstimmige Messe, deutschsprachiges Musiktheater, deutschsprachige Instrumentalmusik, Methodenfragen u. a.). Sie ist Fakultätsplanerin der Philosophisch-historischen Fakultät der Universität Bern.
Ausserdem ist sie seit 2011 Präsidentin der Sektion Bern und seit 2012 Präsidentin der Schweizerischen Musikforschenden Gesellschaft und war von 2022 bis 2023 Präsidentin der Schweizerischen Akademie der Geistes- und Sozialwissenschaften. Urchueguía ist Mitglied der Répertoire International des Sources Musicales und Mitherausgeberin der Schweizer Beiträge zur Musikforschung (Bärenreiter-Verlag).
Sie ist mit dem deutschen Verleger Karl Dietrich Wolff (* 1943) verheiratet.

## Schriften
- Quellenstudium und Analyse. Festschrift Martin Just zum 70. Geburtstag. Ergon-Verlag, Würzburg 2001, ISBN 3-935556-69-1. (hrsg. mit Peter Niedermüller und Oliver Wiener)
- Die mehrstimmige Messe im „Goldenen Jahrhundert“: Überlieferung und Repertoirebildung in Quellen aus Spanien und Portugal (ca. 1490–1630). Schneider, Tutzing 2003, ISBN 3-7952-1086-0. (= Würzburger musikhistorische Beiträge. Band 25.)
- Allerliebste Ungeheuer. Deutsche komische Singspiele 1760–1790. Stroemfeld Verlag, Frankfurt am Main/Basel 2014, ISBN 978-3-86109-199-8. (= Nexus, 99.)
- Internationales Quellenlexikon der Musik. B/XV: Mehrstimmige Messen in Quellen aus Spanien, Portugal und Lateinamerika: ca. 1490–1630; Drucke, Handschriften und verlorene Quellen. Henle, München 2005, ISBN 3-87328-113-9. (beschrieben und inventarisiert)
- Richard Wagner – Sämtliche Werke. Band 25: Dokumente und Texte zu "Tannhäuser und der Sängerkrieg auf Wartburg". Schott Music, Mainz 2007, ISBN 978-3-7957-9254-1. (hrsg. mit Peter Jost)
- Passagen: 18. Kongress der Internationalen Gesellschaft für Musikwissenschaft, Zürich, 10. bis 15. Juli 2007; Programm. Bärenreiter, Kassel ISBN 978-3-7618-1997-5. (in Verbindung; hrsg. von Hans-Joachim Hinrichsen und Laurenz Lütteken)